# Yekaterina Gámova
Yekaterina Aleksándrovna Gámova (en ruso: Екатери́на Алекса́ндровна Га́мова) (Cheliábinsk, 17 de octubre de 1980) es una jugadora rusa de voleibol.
Con una estatura de 202 cm , es una de las deportistas más altas del mundo. Hizo su debut en el seleccionado ruso en 1999.[cita requerida]
Fue miembro de la selección nacional femenina y ganadora de la medalla de oro en el campeonato mundial femenino de voleibol en Japón (2006 y 2010) y ganadora junto con su equipo de las medallas de plata en los juegos olímpicos de Sídney en el 2000 y en el 2004 en Atenas.

## Datos
- Estatura: 202 cm
- Posición: Golpeador exterior / Opuesto
- Peso: 75 kg
- Medida del calzado: 49

## Premios
- 1999 - BCV Volleymasters, 5° lugar
- 1999 - World Grand Prix, Medalla de Oro
- 1999 - Campeonato Mundial Junior, Medalla de Oro
- 2004 - Mejor jugador
- 2006 - Campeonato Mundial, Medalla de Oro
- 2010 - Campeonato Mundial, Medalla de Oro y Mejor jugadora del Campeonato.